# Tom Carroll (futbolista)
Thomas James Carroll (Watford, el 28 de mayo de 1992) es un futbolista inglés. Juega de centrocampista y su equipo es el Reading F. C. de la League One.

## Clubes
| Club                               | País       | Año       |
| ---------------------------------- | ---------- | --------- |
| Tottenham Hotspur F. C.            | Inglaterra | 2011-2017 |
| Leyton Orient F. C. (cedido)       | Inglaterra | 2011      |
| Derby County F. C. (cedido)        | Inglaterra | 2012      |
| Queens Park Rangers F. C. (cedido) | Inglaterra | 2013-2014 |
| Swansea City A. F. C. (cedido)     | Gales      | 2014-2015 |
| Swansea City A. F. C.              | Gales      | 2017-2020 |
| Aston Villa F. C. (cedido)         | Inglaterra | 2019      |
| Queens Park Rangers F. C.          | Inglaterra | 2020-2021 |
| Ipswich Town F. C.                 | Inglaterra | 2021-2022 |
| Exter City F. C.                   | Inglaterra | 2023-2024 |
| Milton Keynes Dons F. C.           | Inglaterra | 2024-2025 |
| Reading F. C.                      | Inglaterra | 2025-     |